# Myrceugenia acutiflora
Myrceugenia acutiflora är en myrtenväxtart som först beskrevs av Hjalmar Frederik Christian Kiaerskov, och fick sitt nu gällande namn av Carlos Maria Diego Enrique Legrand och Eberhard Max Leopold Kausel. Myrceugenia acutiflora ingår i släktet Myrceugenia och familjen myrtenväxter. Inga underarter finns listade i Catalogue of Life.